# حجرالاسود

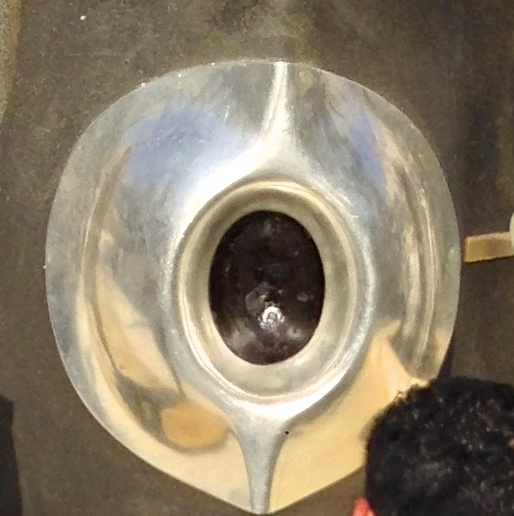

حَجَرالاَسود، به معنی سنگ سیاه در عربی، سنگی است سیاه‌رنگ که بر دیوار پایه کعبه از اماکن مقدس اسلامی در شهر مکه نصب شده‌ است. حَجَرالاَسود سنگ شکسته‌ای است به قطر حدود ۵۰ سانتیمتر که امروزه تکه‌های آن با یک بَست نقره‌ای به هم نگه داشته شده‌ است. همچنین طواف به دور کعبه از این سنگ آغاز می‌گردد.

## تاریخچه
در دوران پیش از اسلام، در جای جای جزیرة العرب پرستشگاه‌هایی ساده قرار داشت که قبایل عرب بت‌های خود را در آن می‌گذاشتند و در آن جا برای عبادت جمع می‌شدند. در هر یک از این پرستشگاه‌ها سنگی «مقدس» جاسازی شده بود که رابط بین زمین و آسمان بود. معروف‌ترین این پرستشگاه‌ها کعبه، در شهر مکه، بود و «حجر الأسود» یا سنگ سیاه، سنگ مقدّس آن بود. به جز آن، پرستشگاهی در شهر «غَیمان» در یمن قرار داشت و «حجر الأحمر» یا سنگ سرخ، سنگ مقدّس آن بود؛ و نیز کعبهٔ شهر العَبلات در جنوب مکه، که «حجر الأبیض» یا سنگ سفید سنگ مقدّس آن بود. پس از اسلام باقی این پرستشگاه‌ها تخریب شدند و تنها کعبه باقی ماند و پرستشگاه همهٔ مسلمانان شد.

### خروج از مکه و بازگرداندن مجدد
در سال ۳۱۷ هجری قرمطیان به مکه هجوم بردند و حجر الاسود را نیز به سرزمین خود، احساء بحرین بردند و آن سنگ مدت بیست و دو سال در یک خانه نصب بود تا اینکه در سال ۳۳۹ در زمان حکومت المطیع لله عباسی با وساطت ابوعلی علوی، حجرالاسود را که اکنون شکسته بود به مکه منتقل کرده و آنگاه در جایگاه کنونی آن در کعبه نصب نمودند.

## دیدگاه‌های مختلف

### دیدگاه شیعیان
در باور مسلمانان شیعه بر اساس روایتی از محمد باقر این سنگ از بهشت آمده‌است و ابراهیم نبی و پسرش اسماعیل آن را یافتند و در ساختن کعبه از آن استفاده کردند.
در منابع اسلامی به محمد منسوب است که: «رکن را لمس کنید زیرا آن دست راست خدا در میان خلق است و خدا با آن با مردم مصافحه می‌کند مانند مصافحه با بنده نیازمند؛ و هر که بر سر پیمان، این سنگ را لمس کند، برای او شهادت خواهد داد .»

### دیدگاه‌های علمی دربارهٔ منشأ حجرالاسود
جنس این سنگ منشأ بحث‌های فراوانی گردیده‌است. بنا به عقیده بعضی، این سنگ از بقایای آتش فشانی قدیم عربستان یا یک شهاب سنگ آسمانی است. تا کنون جنس این سنگ از بازالت، آگاتا، شیشه طبیعی یا قطعه‌ای از یک شهاب آسمانی معرفی گردیده‌است. از مهم‌ترین ویژگی‌های این سنگ شناور ماندن آن بر روی آب است که احتمال شهاب سنگ بودن آن را افزایش می‌دهد.
در سال ۱۹۸۰ الیزابت تامسون از دانشگاه کپنهاگ نظریه‌ای را مبنی بر اینکه سنگ از محلی به نام وبر در عمان به مکه حمل شده‌است، مطرح نمود. این منطقه محل برخورد یک شهاب سنگ به زمین در حدود ۶۰۰۰ سال پیش تشخیص داده شده‌است. اخیراً این نظریه به وسیله پژوهشگران موزه تاریخ طبیعی بریتانیا مورد شک قرار گرفته‌است.

## در ادبیات فارسی
خاقانی در سفرنامه مشهور خود (تحفه العراقین) در وصف سنگ حجرالاسود این چنین سروده‌است:
| بینی حجرش بلال کردار     |  | بیرون سیه و درون پر انوار |
| آن سنگ بود خلاصه دین     |  | بر چهره کعبه خال مشکین    |
| نور است در آن سواد پنهان |  | چون در ظلمات آب حیوان     |
| آن هندوی بکر سالخورده    |  | بر خلق خدای مهر کرده      |
| او را سه برادر اتفاقی    |  | شامی و یمانی و عراقی      |
| زانگه که ز مادران بزادند |  | هر چار به خدمت ایستادند   |
| تا روز قیام هم بدین سان  |  | قائم بینی به امر یزدان    |

## نگارخانه

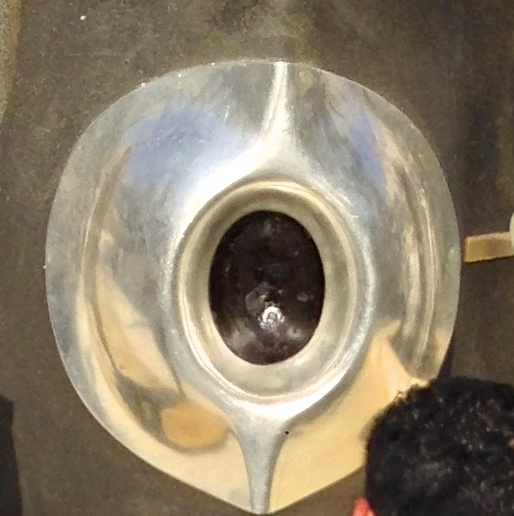